# Oratorio di Santa Maria della Pietà (Crema)
L'oratorio pubblico di Santa Maria della Pietà (anche Oratorio della Beata Vergine della Pietà, Oratorio della Madonna della Pietà) è un luogo di culto cattolico situato a Crema, nel quartiere di San Bernardino.

## Storia

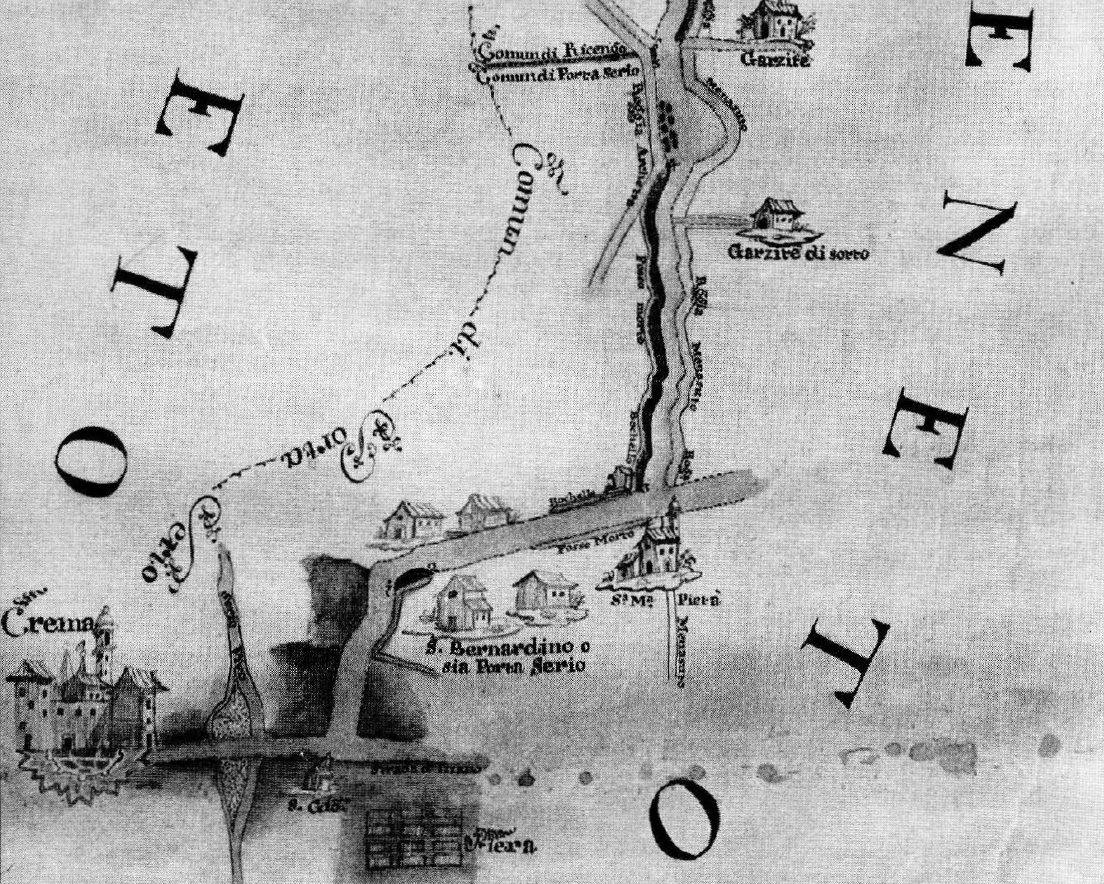
Estratto del Disegno dimostrativo della Strada Regia di Camisano della Provincia di Crema, di Giulio Follarolo, 1784 conservata presso il Museo civico di Crema e del Cremasco (dal volume Insula Fulcheria XXIX, anno 1999). Vi è indicato l'oratorio a cavallo della roggia Menasciutto in prossimità della Strada regia per Brescia e la Strada regia per Camisano.

Ricostruire le origini di questo luogo è quanto mai problematico a causa delle lacune documentarie: secondo alcune fonti un edificio fu edificato (o riedificato) nel 1611 e nel 1650 fu ampliato costruendovi anche l’abitazione per ospitarvi un religioso dedito alla cura del luogo.

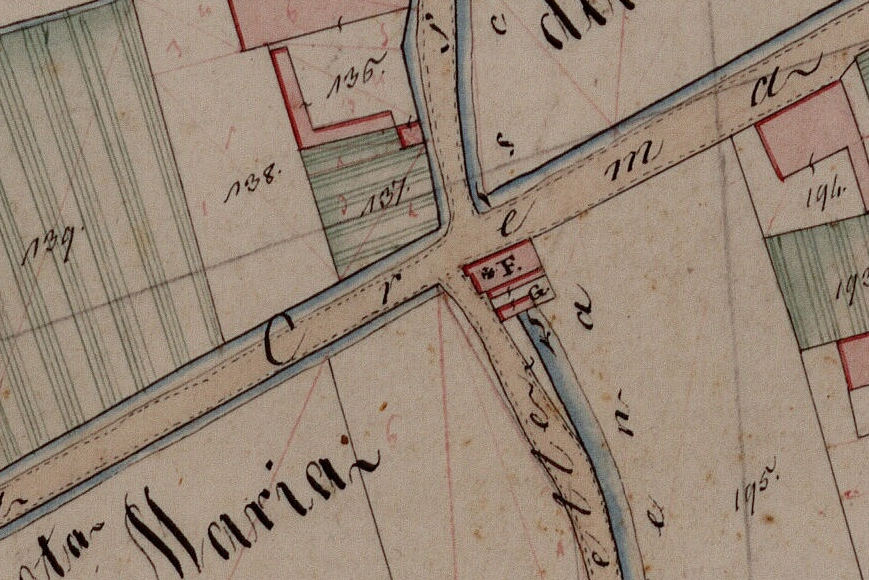
Estratto della "Mappa originale del Comune censuario di San Bernardino", anno 1814, conservata presso l'Archivio di Stato di Milano. Di fatto la chiesa all'epoca si trovava in prossimità di un quadrivio: la piccola strada sterrata che vediamo oggi davanti alla facciata era il proseguimento dell'attuale Via Vittorio Veneto (all'epoca Strada comunale delle Caselle), divisa alla fine del XIX dalla costruzione del Canale Vacchelli.

 I motivi della sua costruzione sono ignoti: di fatto la chiesa si trova a cavallo della Roggia Menasciutto e questo ha fatto pensare a qualche legame con l’acqua e all’irrigazione dei campi; oppure potrebbe esservi alla base un qualche fatto ritenuto miracoloso di cui si è perduta la memoria. Tuttavia, la chiesa si colloca parallelamente a via Brescia, per secoli principale asse viario in uscita verso la città Leonessa e si tratta, forse, di un tracciato di antiche origini romane e che ancora nel XIX secolo era nota come la “Strada regia per Brescia”. Più precisamente, questo oratorio si trova proprio in prossimità dell’incrocio con la carrozzabile per Ricengo che al giorno d’oggi appare come una tortuosa via secondaria ma che nei secoli passati era il principale e più diretto collegamento in uscita da Crema per raggiungere Camisano: si tratta della cosiddetta Strada Regia di Camisano ove, fuori da questa località, si snodava la ‘’Strada dello Steccato”.
Di fatto il reggimento (provincia veneta) di Crema era quasi una exclave per la Repubblica di Venezia e solo un peduncolo territoriale fuori Camisano percorso da questa strada permetteva di proseguire nel territorio della Serenissima senza attraversare un confine di stato. Era sottoposto alla giurisdizione militare della Repubblica che sovrintendeva anche alla manutenzione e fu creato nel 1456 a seguito di una convenzione stipulata tra Venezia e il duca di Milano Massimiliano Sforza, confermata in seguito dagli accordi di Bologna con Carlo V nel 1529.
L’oratorio della Pietà già nel 1658 manifestava segni di cedimento strutturale tanto che alla metà del XVIII secolo era pressoché in rovina. Il consiglio parrocchiale decise su suggerimento del vescovo Marcantonio Lombardi di attuare un totale rifacimento; i lavori iniziarono nel marzo 1760 (ma una lapide riporta la data del 1750) e furono portati a compimento solo in pochi mesi cosicché già nel mese di settembre la costruzione poteva ritenersi compiuta.
Successivamente a decorare l’interno furono chiamati i fratelli Galliari che dipinsero la volta e la zona dell’altare.

## Caratteristiche

### Esterno
Sulla parte inferiore della facciata si apre un pronao centinato che introduce all’ingresso affiancato da due finestre.
Sopra si apre una finestra ornata sovrastata da un timpano. Le paraste laterali sorreggono una trabeazione sopra la quale è posto un timpano triangolare, senza alcuna decorazione al suo interno.
Il campanile è piuttosto tozzo e si trova sulla parte destra dell’edificio, quasi in prossimità della facciata, con la parte inferiore intonacata e divisa in riquadri; la cella campanaria, invece, è in mattoni a vista con le aperture a tutto sesto e contiene tre campane; la copertura è con falde a coppi con un pinnacolo centrale che sorregge una croce.
A lato, sull’abitazione del custode-eremita è stata collocata una lapide:
Sulla parete sinistra, all’esterno, vi è stato collocato un mosaico realizzato da Rosario Folcini.

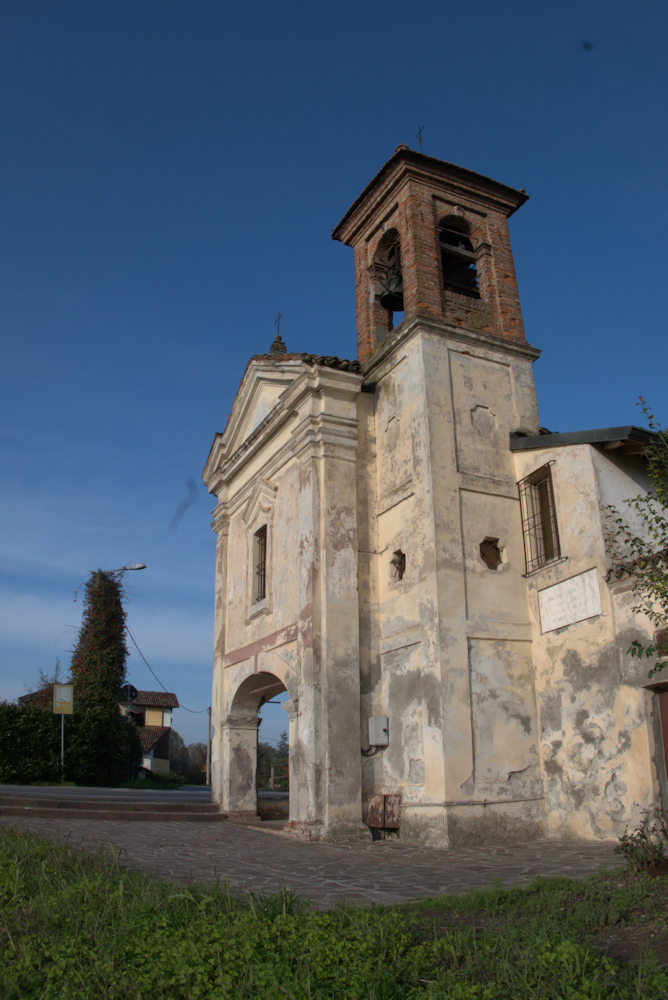
La facciata e il campanile.
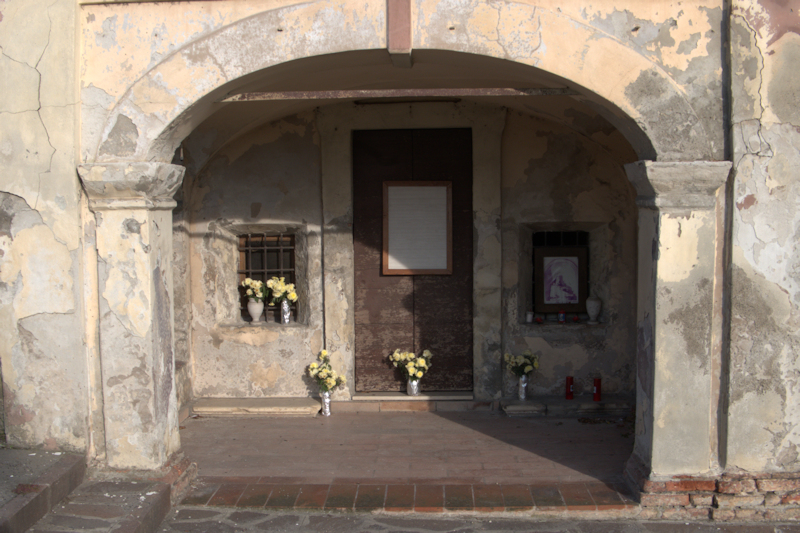
Il pronao.
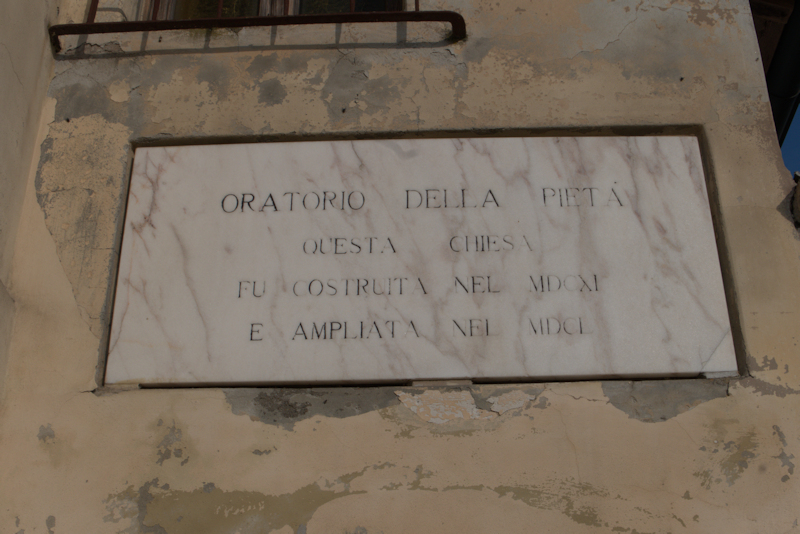
Una lapide.
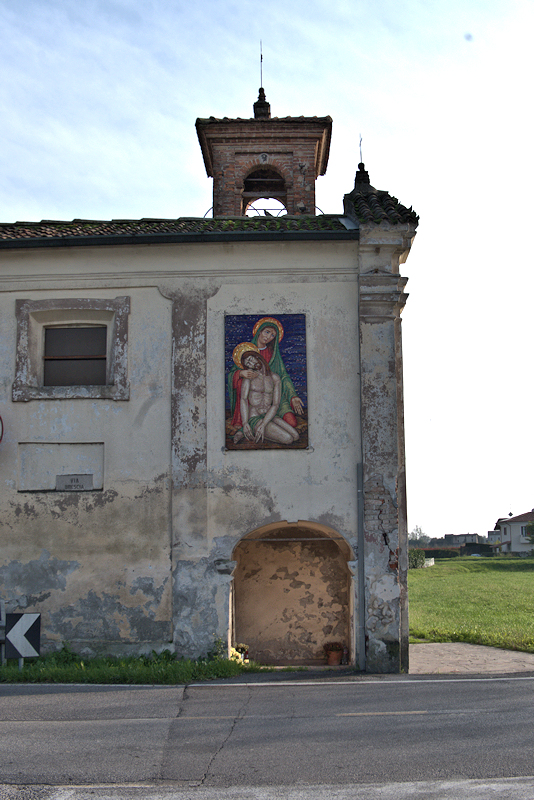
La parete sinistra con il mosaico raffigurante La Pietà di Rosario Folcini.
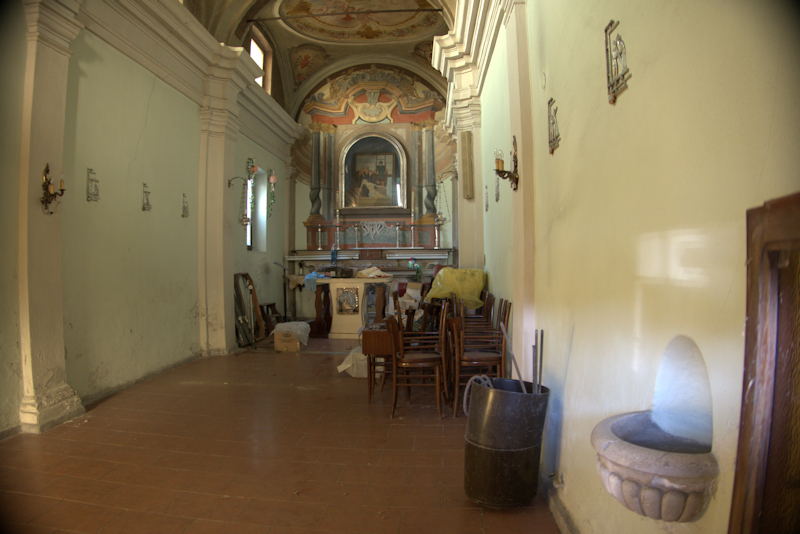
L'interno.

### Interno

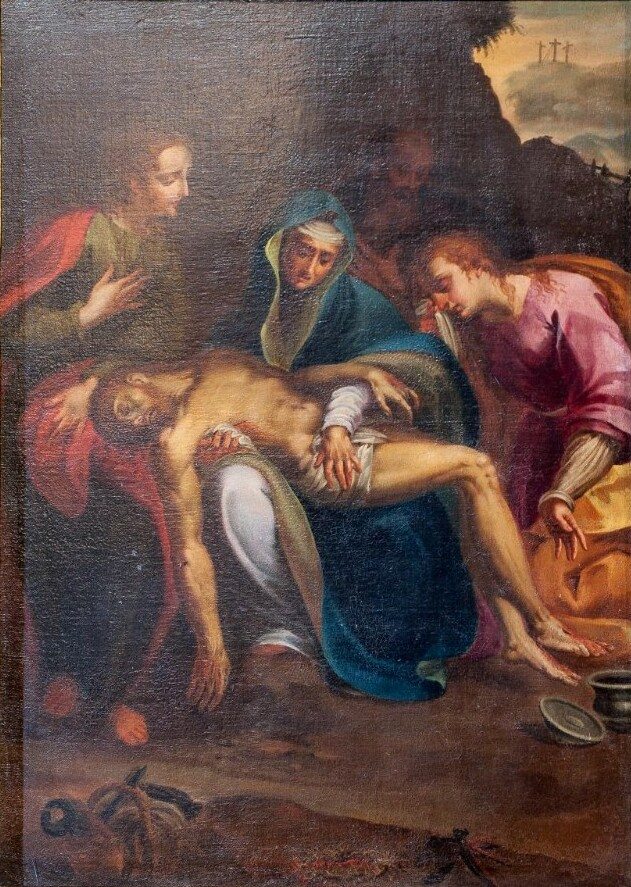
Tommaso oppure Mauro Picenardi, La pietà, olio su tela, ca. 1675-1699, opera conservata ora presso la chiesa parrocchiale di San Bernardino.

È ad aula unica, con pavimento novecentesco a due campate divise da pilastri che sorreggono una trabeazione sopra la quale si sviluppa una volta a crociera decorata poco dopo la ricostruzione dai fratelli Galliari, i quali dipinsero anche le quadrature attorno all’altare pur senza le spinte illusionistiche che contraddistinguevano la loro arte.

### Opere disperse
Per ragioni di sicurezza e conservazione è ospitato presso la chiesa parrocchiale di San Bernardino un olio su tela raffigurante La Pietà (alcune fonti lo intitolano La Madonna addolorata), un tempo pala d’altare di questa chiesa. Presenta somiglianze con la Pietà con santa Caterina d'Alessandria, i profeti Elia, Eliseo e Gabriele Quintiano di Bernardino Campi conservata presso la Pinacoteca di Brera; l’unico documento presente in archivio parla genericamente di un Picenardi senza possibilità di individuare con certezza se si tratta di Tommaso o Mauro.